# Relaciones Burundi-Yugoslavia
Estas son las relaciones internacionales entre la Burundi y la actualmente disuelta República Federativa Socialista de Yugoslavia. Ambos países fueron miembros del Movimiento de Países no Alineados y desarrollaron sus relaciones en el marco de la cooperación en la Guerra Fría del Tercer Mundo.
Yugoslavia reconoció la independencia del Reino de Burundi en 1962. Yugoslavia fue de los primeros países en el mundo en reconocer la independencia de Burundi. Las relaciones diplomáticas formales entre los dos países fueron establecidas ya en el mismo año de su independencia. Los dos países firmaron el Acuerdo en Cooperación Técnica el 21 de enero de 1971 el cual habilitó el intercambio de expertos y científicos entre Yugoslavia y Burundi y habilitó el comercio en moneda convertibles. Yugoslavia mantuvo una embajada en Buyumbura.
En la última década del siglo XX ambos países experimentaron violencia étnica que escalaron respectivamente a la Guerra Civil de Burundi y las Guerras Yugoslavas. La violencia étnica y la guerra en Yugoslavia, combinado con la caída de las instituciones federales centrales llevaron a la separación del país.